# Olivlundskrokus
Crocus goulimyi är en irisväxtart som beskrevs av William Bertram Turrill. Crocus goulimyi ingår i krokussläktet som ingår i familjen irisväxter.
Artens utbredningsområde anges som södra Grekland.

## Underarter
Arten delas in i följande underarter:
- C. g. goulimyi
- C. g. leucanthus

## Bilder

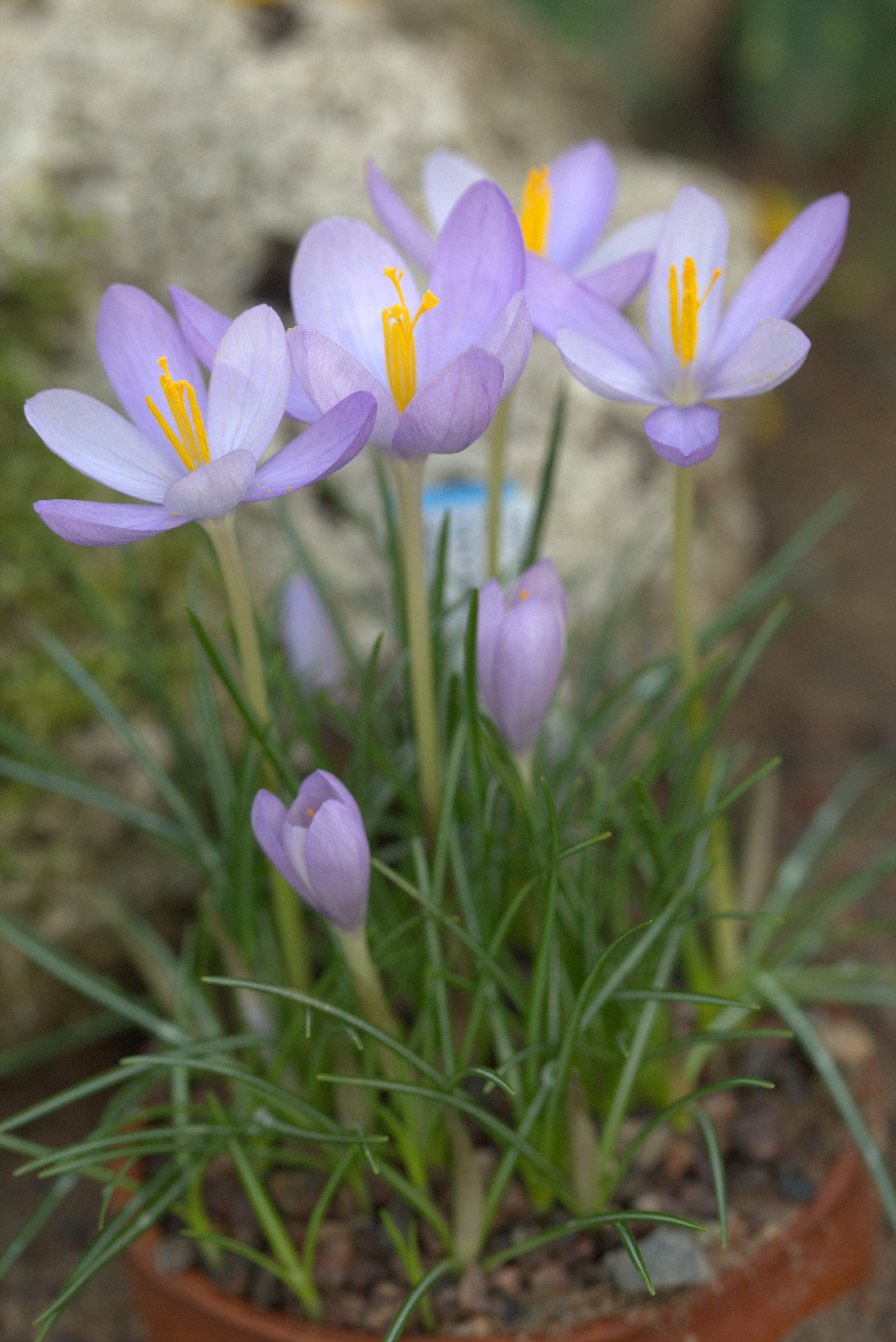
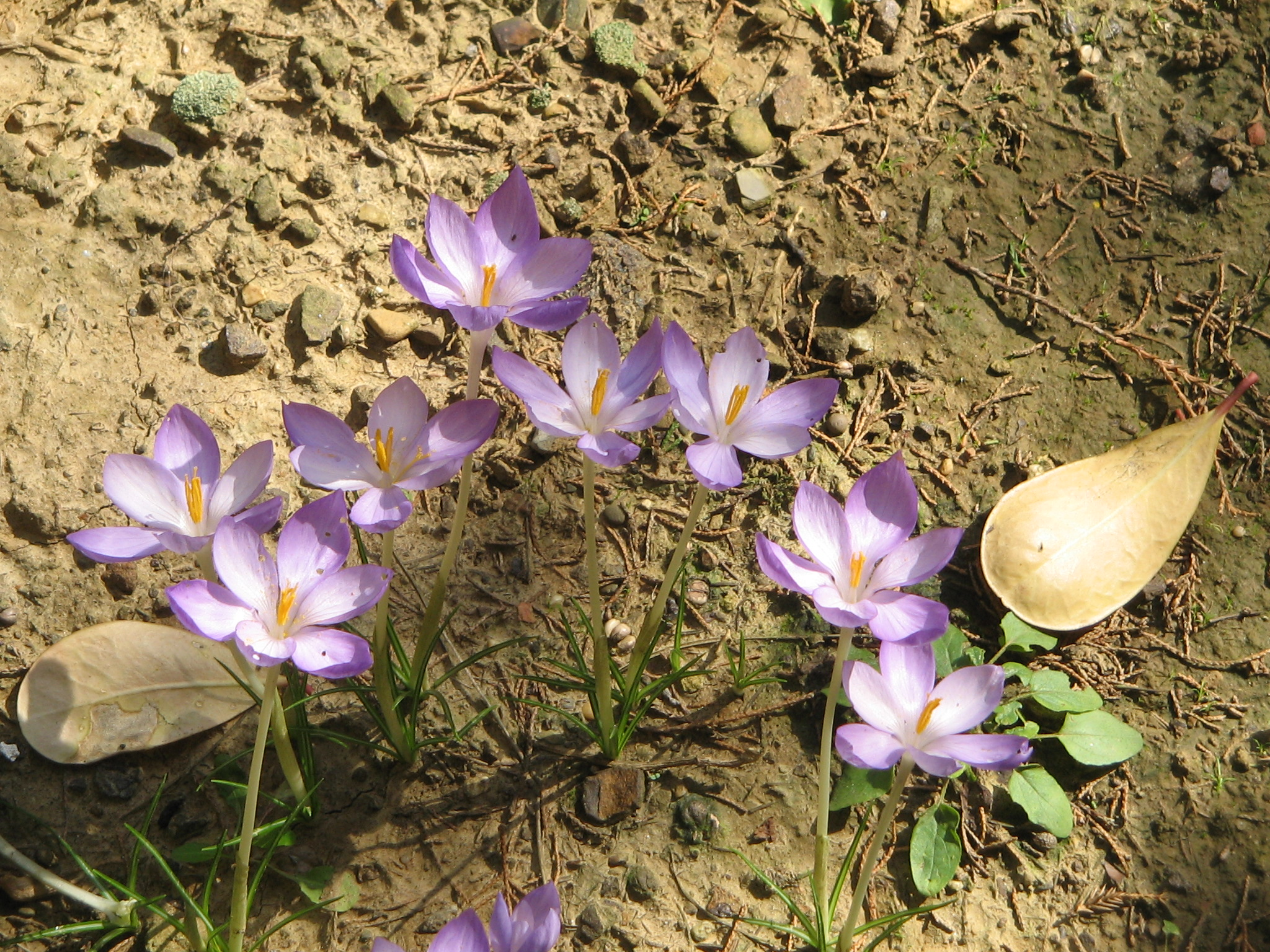
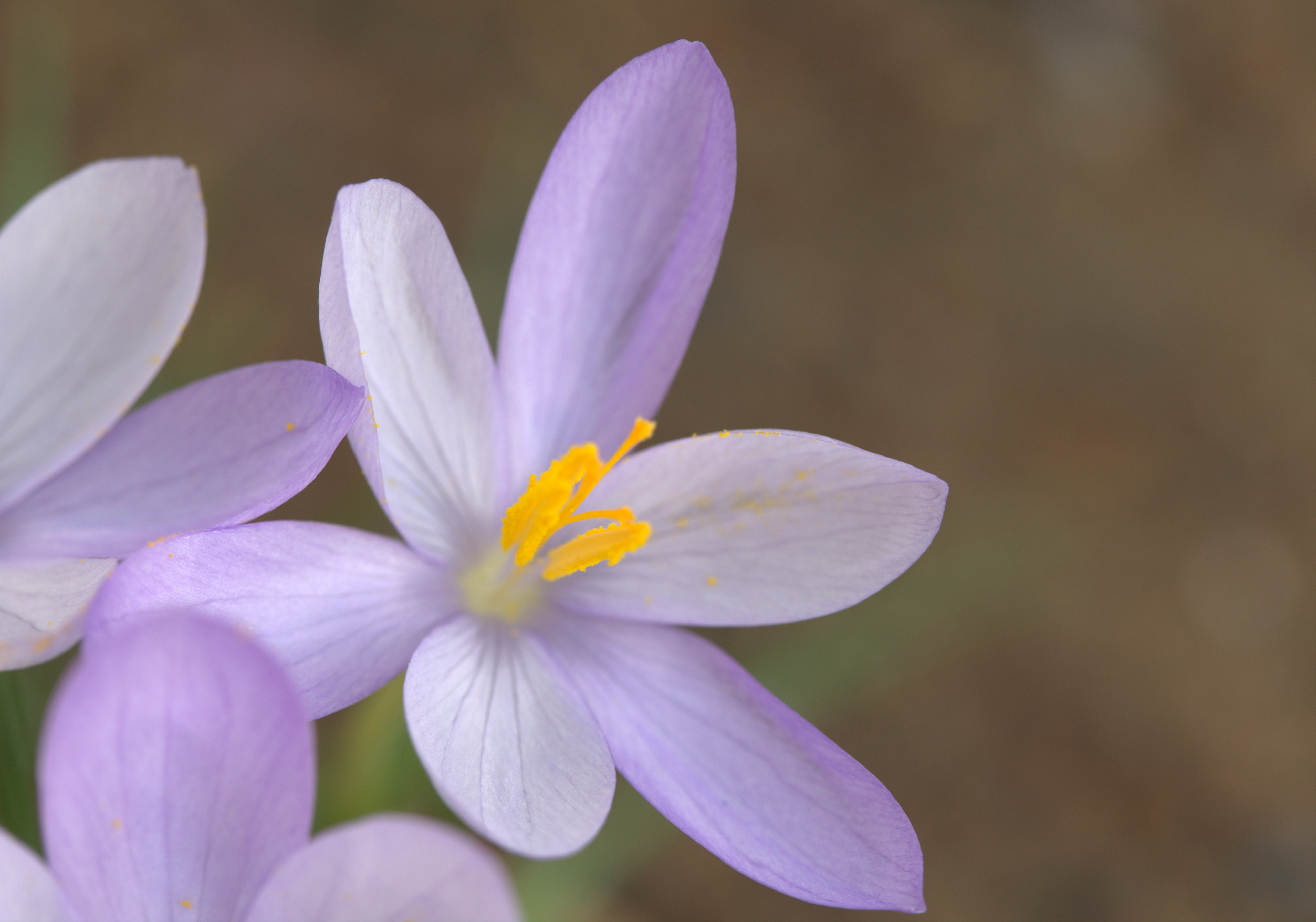